# ジョン・トーマス・アービン・ボスウェル＝サイム
ジョン・トーマス・アービン・ボスウェル＝サイム（John Thomas Irvine Boswell-Syme、1822年12月1日  - 1888年1月31日）はスコットランドの植物学者である。

## 略歴
エディンバラに生まれた。父親のパトリック・サイム（Patrick Syme）は植物画家で、母親はバルミュート卿、ボスウェル（Lord Balmuto）の娘で、はじめサイムと名乗っていたが、後にボスウェル＝サイムを名乗り、B.Symeと署名することもあった。
エディンバラ大学で土木学を学び、スコットランドの鉄道会社、Wyllie & Peddieで働き、スコットランド各地の鉄道の建設に従事した。若い頃から動植物が好きで、鉄道建設地で多くの植物を集めた。オークニー諸島の親類を訪ねた時に多くの植物を収集し、1850年に報告し、それが機縁で1851年からロンドン植物学会の標本館の学芸員として働くことになり、1856年まで働いた。その間に鉄道技術者の仕事をやめ、植物学に専念した。
1854年にロンドン・リンネ協会のフェローに選ばれ、1857年にロンドン植物学会の仕事をやめ、医学校や病院で植物学の講義をした後1860年にエディンバラ大学のニューカレッジで博物学の教授となった。
ジェームズ・エドワード・スミスが監修した36巻に及ぶ膨大な著作、"English Botany" の第3次改訂版の、はじめの12巻の編集を行った。ジェームス・サワビーの多数の美麗な図版で知られるこの著作のシダ植物の記述を大幅に拡充した。
1875年にエディンバラ大学から名誉学位を受け、1894年にイギリス植物学会の名誉会員となった。没後、サイムの残した大規模な標本は、実業家でコレクターのハンブリー（Frederick Janson Hanbury）に買い取られ、後に大英博物館に収められた。一部はメルヴィルの手を経て、マンチェスター大学に残されている。

## 著作

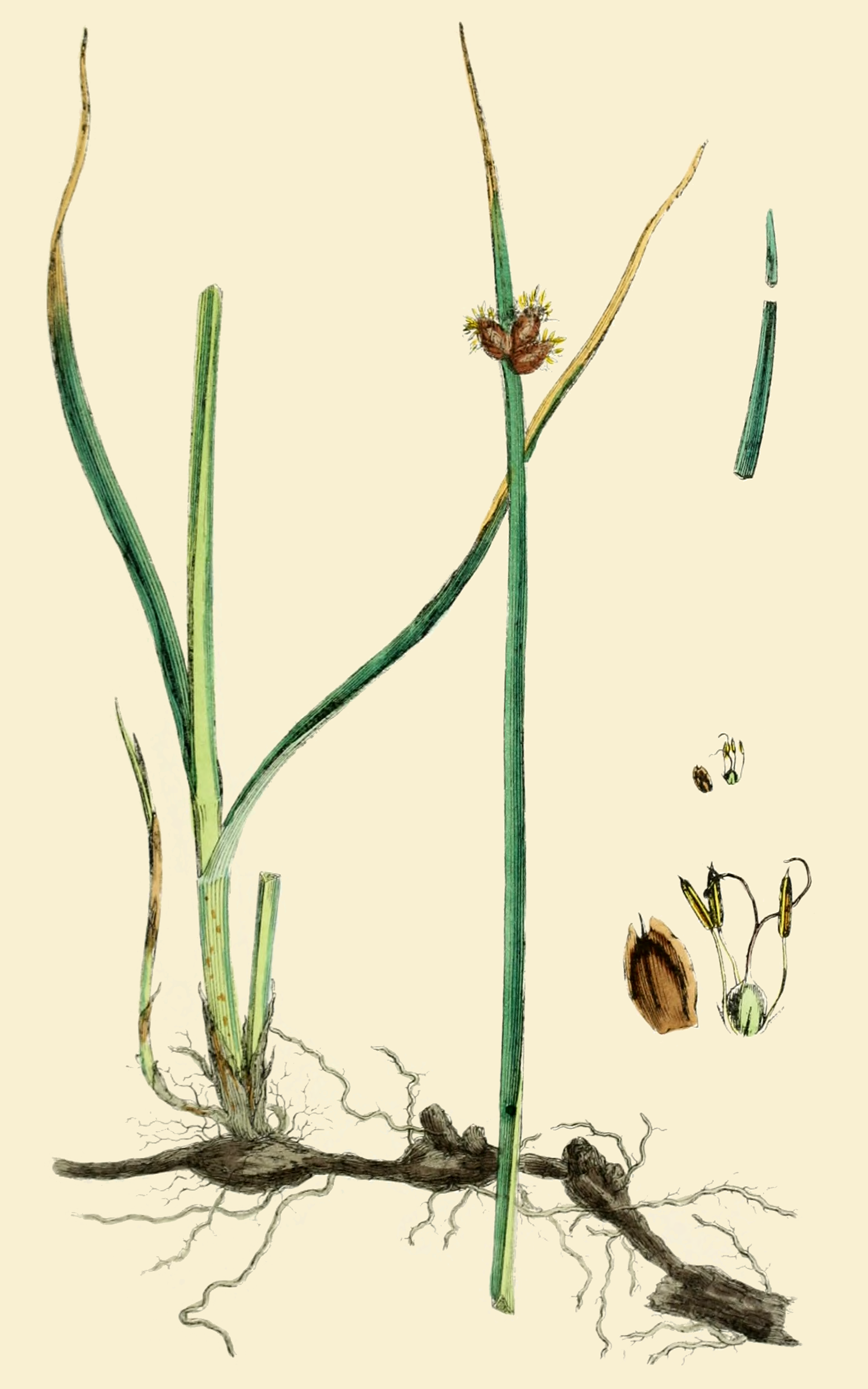
"English Botany"の図版

- Notice of some of the rarer Plants observed in Orkney during the summer of 1849, Ann. Nat. Hist., v 1850, s 266 – 269
- Id., Edinb. Bot. Soc. vi 1853, s 47 – 50
- Notice of the occurence of Elocharis uniglumis, Link, near Blackness Castle, Linlithshire, Ann. Not. Hist. vi 1850, s 1845  –  1846
- On the Sparganum natans (L.) Henfrey., Bot. Gaz. iii, 1851 s 157 – 159
- Localities for Plants near London, in 1852, Phytologist, iv 1853, s 851 – 852
- Remarks on Mörkröd sabellilja|Gladiolus illyricus, Koch|Koch. & Seeman., Jour. Bot. år 1863, s 130 – 134
- Observations of the Larrva of Deliephila, Entom. Month Mag. ii 1868 –  1868 –  1868, s 5 – 8
- Entomological Notes from Fifeshire, Entomologist iv 1869 – 1869, s 115 – 117
- Notes on the Fertilisation of Cerials, Jour. of Bot., ix 1871, s 373 – 374
- Ancentrophus niveus in Scotland [1870], Scottish Naturalist, s i  1871 – 1872, och s 20
- Notice on certain Scottish Plants [1871], Scottish Naturalist, s år 1871 – 1872 och s 92 – 93
- Fertilisation of Grasses, Jour. of Bot. år 1872, s 153, 154
- Swerby's English Botany, 3rd edit. 1863 –  1872, 11 vols. (Verket finns i Library of New York Botanical Gardens)